# Eremopedes kelsoensis
Eremopedes kelsoensis is een rechtvleugelig insect uit de familie sabelsprinkhanen (Tettigoniidae). De wetenschappelijke naam van deze soort is voor het eerst geldig gepubliceerd in 1972 door Tinkham.